# Knut Nordnes
Knut Nordnes (10 aprile 1957) è un allenatore di calcio ed ex calciatore norvegese, di ruolo centrocampista.

## Carriera
Nordnes ha giocato per il Kongsvinger dal 1982 al 1988. Ha esordito in squadra l'8 maggio 1982, subentrando a Geir Arne Hagaløkken nella vittoria casalinga per 2-0 sul Raufoss, in 2. divisjon. Il 6 giugno successivo ha trovato la prima rete, nel pareggio esterno per 1-1 sul campo dello Strømsgodset. Nella stessa stagione, il Kongsvinger ha centrato la promozione in 1. divisjon.
Il 24 aprile 1983 ha avuto così modo di debuttare nella massima divisione locale, schierato titolare nel pareggio casalingo per 2-2 contro il Lillestrøm. Il 1º maggio successivo ha trovato la prima rete, nel pareggio per 3-3 sul campo del Rosenborg. Durante la sua esperienza al Kongsvinger, Nordnes ha totalizzato 85 presenze e 5 reti nella massima divisione norvegese.
Terminata l'attività agonistica, è diventato allenatore. Dal 2008 al 2011, Nordnes ha ricoperto l'incarico di tecnico del Grue. Il 25 novembre 2014, il Sander ha reso noto che Nordnes sarebbe stato chiamato a guidare la squadra, a partire dal 1º gennaio successivo.